# Пана-Пана
Пана-Пана (исп. Pana Pana) — посёлок и муниципалитет на востоке Колумбии, на территории департамента Гуайния.

## Географическое положение

Муниципалитет Пана-Пана

Посёлок расположен в южной части департамента, в пределах Амазонского природно-территориального комплекса, на левом берегу реки Куяри, на расстоянии приблизительно 252 километров к юго-западу от посёлока Инириды, административного центра департамента.
Муниципалитет Пана-Пана граничит на северо-западе с территорией муниципалитета Моричаль-Нуэво, на северо-востоке — с муниципалитетом Пуэрто-Коломбия, на юго-западе — с территорией департамента Ваупес, на юге — с территорией Бразилии. Площадь муниципалитета составляет 10 097 км².

## Население
По данным Национального административного департамента статистики Колумбии, совокупная численность населения посёлка и муниципалитета в 2015 году составляла 3149 человек.
Динамика численности населения муниципалитета по годам:
| 2005 | 2006 | 2007 | 2008 | 2009 | 2010 | 2011 | 2012 | 2013 | 2014 | 2015 |
| ---- | ---- | ---- | ---- | ---- | ---- | ---- | ---- | ---- | ---- | ---- |
| 2224 | 2308 | 2393 | 2481 | 2571 | 2662 | 2755 | 2851 | 2948 | 3047 | 3149 |